# Raymond Spruance
Raymond Ames Spruance (Baltimora, 3 luglio 1886 – Pebble Beach, 13 dicembre 1969) è stato un ammiraglio statunitense della seconda guerra mondiale.

## Biografia
Spruance comandò le forze navali statunitensi durante due delle più importanti battaglie nel teatro dell'Oceano Pacifico, la battaglia delle Midway e la battaglia del Mare delle Filippine. La battaglia di Midway fu la prima grande vittoria degli Stati Uniti sull'Impero giapponese ed è vista da molti come il punto di svolta nella guerra del Pacifico. La battaglia del Mare delle Filippine fu anch'essa una significativa vittoria per gli Stati Uniti. Per la sua capacità di mantenere la calma e la lucidità nei frangenti più difficili fu soprannominato Electric brain ovvero "cervello elettrico".
Partecipò alla riconquista delle isole Marshall, Gilbert, Marianne e Ryūkyū. Nel 1945 fu nominato comandante supremo della flotta del Pacifico. Fu il comandante della Battaglia di Iwo Jima.